# Ekkehart Vetter

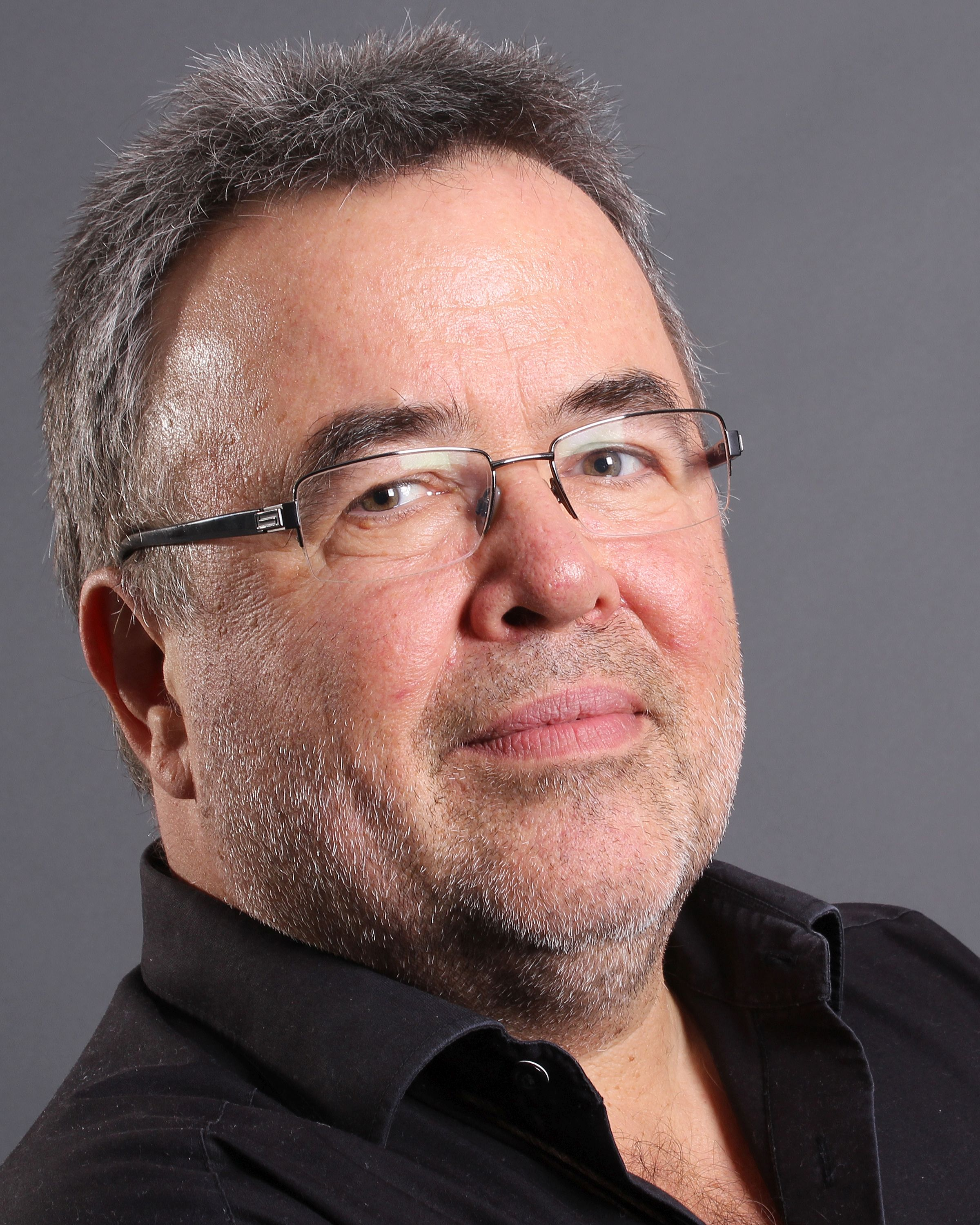
Ekkehart Vetter, 2014

Ekkehart Vetter (* 3. Juni 1956 in Sarve) ist ein deutscher evangelischer Theologe, Pastor im Mülheimer Verband Freikirchlich-Evangelischer Gemeinden und  Autor. Von 2017 bis 2022 war er Vorsitzender der Deutschen Evangelischen Allianz.

## Leben und Wirken
Vetter wuchs mit seinem Zwillingsbruder und einem älteren Bruder in Sarve/Niedersachsen auf, wo sich seine nach dem Krieg aus Schlesien geflüchteten Eltern eine Existenz aufbauten. Dem Abitur in Nordenham folgte von 1975 bis 1977 die Zivildienstzeit im Heilpädagogium in Eckernförde. Nach Gemeindepraktika in den Bezirken Karlsruhe und Rendsburg des Mülheimer Verbands Freikirchlich-Evangelischer Gemeinden absolvierte er von 1977 bis 1983 ein Studium der Evangelischen Theologie an der Universität Hamburg. Ab 1983 war er zunächst Vikar und dann Pastor der Evangelischen Matthäusgemeinde in Stade. Von 1993 bis zu seinem Ruhestand 2021 war er Hauptpastor der Christus-Gemeinde in Mülheim an der Ruhr, die zum Mülheimer Verband gehört; ab 2009 leitete zudem die in diesem Jahr gegründete Tochtergemeinde Credo-Gemeinde Saarn.
Er ist Mitglied im Trägerkreis der Lausanner Bewegung Deutschland, war ab 1995 Leitungs-Mitglied und von 2003 bis 2020 Präses des Mülheimer Verbandes Freikirchlich-Evangelischer Gemeinden. Von 2011 bis 2014 war er Mitglied des Vorstands der Vereinigung Evangelischer Freikirchen. Vetter engagierte sich seit 2004 im Hauptvorstand und ab 2008 im Geschäftsführenden Vorstand der Deutschen Evangelischen Allianz. Dort war er ab 2012 Zweiter Vorsitzender und wurde im Dezember 2016 zum Nachfolger von Michael Diener ins Amt des Ersten Vorsitzenden gewählt, das er bis 2022 innehatte. Er war der erste Allianzvorsitzende aus der pfingstkirchlichen Bewegung, der die Allianz einst kritisch gegenüberstand. Seit 2021 ist er Kommissarischer Leiter des Arbeitskreises „Israel – Judentum – Nahost“ der Allianz.
Ekkehart Vetter ist seit 1978 mit seiner Frau Sabine verheiratet. Das Paar hat sechs Kinder und wohnt in Mülheim an der Ruhr.

## Veröffentlichungen
- mit Sabine Vetter: Warum sagst du nichts? Wie bringt frau ihn zum Reden?, Johannis-Verlag, Lahr 1997, ISBN 978-3-501-07135-9.
- mit Adelheid Junghardt: Ruhrfeuer. Erweckung in Mülheim an der Ruhr 1905. 1905–2005: Christus-Gemeinde Mülheim. Eine Chronik über die 100-jährige Geschichte der ersten Gemeinde des Mülheimer Verbandes, Verlag der Christus-Gemeinde, Mülheim an der Ruhr 2004.
- Jahrhundertbilanz – erweckungsfasziniert und durststreckenerprobt: 100 Jahre Mülheimer Verband Freikirchlich-Evangelischer Gemeinden; ein Beitrag zur Erweckungsgeschichte im 20. Jahrhundert und zur Entstehung der Pfingstbewegung in Deutschland, Missions-Verlag des Mülheimer Verbandes Freikirchlich-Evangelischer Gemeinden, Bremen 2009, ISBN 978-3-923649-30-3.
- Suche Frieden und jage ihm nach. Das Buch zur Jahreslosung 2019, SCM Hänssler, Holzgerlingen 2018, ISBN 978-3-7751-5902-9.